# Haré Rama Haré Krishna
Haré Rama Haré Krishna ist ein Hindi-Film aus dem Jahr 1971 von und mit Dev Anand.

## Handlung
Die Geschwister Prashant und Jasbir haben in ihrer Kindheit schon immer ein gutes Verhältnis zueinander gehabt. Als sich jedoch ihre Eltern streiten und beschließen getrennte Wege zu gehen, werden auch die Kinder getrennt. Prashant bleibt bei seiner Mutter und Jasbir kommt zu ihrem Vater. Jasbir wurde außerdem erzählt, dass ihre Mutter und ihr Bruder tot seien, weshalb sie glaubt, Prashant nie wiederzusehen.
Aufgrund der schlechten Behandlung ihrer Stiefmutter, rennt Jasbir von zu Hause weg. Prashant wird ein Pilot und findet heraus, dass Jasbir in Kathmandu, Nepal, mit einer Gruppe Hippies unterwegs ist und selbst zu Drogen greift.
Um seine Schwester aus diesen Umständen zu retten, reist Prashant nach Kathmandu und trifft unterwegs auf Shanti, in die er sich verliebt. Er findet schließlich auch Jasbir, die sich mit dem Namen Janice eine neue Identität gegeben hat. Prashant gibt alles dafür, um seine Schwester zurückzuholen und endet sogar als Dieb, der sich um sein Leben fürchten muss. Letztendlich stirbt Jasbir.

## Musik
| Songtitel                            | Sänger/in                      |
| ------------------------------------ | ------------------------------ |
| Dum Maro Dum                         | Asha Bhosle, Chor              |
| Phoolon Ka Taaron Ka Sabka Kehna Hai | Lata Mangeshkar                |
| Phoolon Ka Taaron Ka Sabka Kehna Hai | Kishore Kumar                  |
| Kanchi Re Kanchi Re                  | Kishore Kumar, Lata Mangeshkar |
| Ram Ka Naam Badnaam Na Karo          | Kishore Kumar                  |
| Ghungroo Kya Bole                    | Lata Mangeshkar                |
| I Love You                           | Asha Bhosle, Usha Uthup        |

Die Liedtexte zur Musik von Rahul Dev Burman schrieb Anand Bakshi.

## Kritiken
Anands Ruf nach traditionellen indischen Werten spielt unter Hare-Krishna-Anhängern, die als Dope-rauchende Hippies präsentiert werden, und wird von Zeenat Aman in ihrer ersten Hauptrolle dominiert. Der Smash-Hit Dum Maro Dum, gesungen von Asha Bhosle und Usha Iyer bleibt der Hauptgrund für die Berühmtheit des Films.

## Auszeichnungen
Filmfare Award 1972
- Filmfare Award/Beste Nebendarstellerin an Zeenat Aman
- Filmfare Award/Beste Playbacksängerin an Asha Bhosle für "Dum Maro Dum"

BFJA Award (1972)
- BFJA Award/Beste Hauptdarstellerin an Zeenat Aman